# Peștera Sfodea
A fost explorata pentru prima oara in 1962 si descrisa in 1967 de catre V. Decu si M. Bleahu.
Este situata pe raza satului Sfodea (corn. Balta, jud. Mehedinti) si sapata in versantul sting al vaii Topolnita, in masivul Boldul Izvorului, la 435 m alt. 323f51d  absoluta (vezi fig. 129 si traseul 2). Alt. deschiderii 435 m (15 m de talvegul vaii Topolnita).
Este o pestera orizontala formata dintr-o galerie lunga de 640 m, cu portiuni subfosile si active dezvoltate pe un sistem de diaclaze.
Patrunzind printr-o deschidere relativ mica (1,4/2 m), orientata inspre SV, se ajunge intr-o galerie in cea mai mare parte subfosila, avind numai zona terminala scaldata in permanenta de un curs subteran care la ploi mari arunca la exterior o parte din apele sale prin deschiderea pesterii. Tavanul galeriei este situat la inaltimi ce variaza intre 0,5 - 3 m, iar latimea nu depaseste in general 2 - 3 m. inaintarea in adincimea pesterii, corespunzind portiunii active, este oprita in amonte de un sifon, iar in aval, de ingustarea galeriei. Planseul este stincos numai in zona de fund iar in rest este acoperit cu nisip si mil argilos. Exista multe ochiuri de apa si ici-colo cite o stalagmita. Peretii si tavanul sint acoperiti in cea mai mare parte cu depuneri (sol, mil, argila, detritus) aduse de apa la viituri si doar partial cu concretiuni de calcita.
Se pare ca aceasta pestera este opera apei care se pierde putin mai la nord intr-un ponor situat in Dealul Baltii. Ea reapare in valea Topolnitei dupa ce strabate si reteaua activa a pesterii, la aproximativ 100 m in aval de deschidere.
Este o pestera calda (11°C in iulie 1962, in profunzime), foarte umeda si usor ventilata de curentii provocati de cursul de apa.
Fauna este relativ bogata; s-au gasit aici gasteropode, izopode, araneide, acarieni, colembole, tri-hoptere, himenoptere, coleoptere si diptere, dar nu se cunoaste de aici nici un element troglobiont.
Pestera este usor de parcurs. Totusi se impune sa avem un echipament de protectie (eventual si cizme de cauciuc) si mijloace de iluminare. Nu se recomanda vizitarea ei in perioade cu ploi.